# Stora Acktjärnen, Hälsingland
Stora Acktjärnen är en sjö i Söderhamns kommun i Hälsingland och ingår i Norralaån-Ljusnans kustområde.